# باستير
باستير (بالإنجليزية: Basseterre)‏ عاصمة دولة سانت كيتس ونيفيس الواقعة في البحر الكاريبي, تقع على الساحل الغربي لجزيرة سانت كيتس، أحد أهم المراكز الاقتصادية لمنطقة جزر ليوارد، عدد سكانها 15.500 نسمة (عام 2000)، يعود تاريخ تأسيس المدينة لفترة الحكم الفرنسي عام 1627 كعاصمة لمستعمرة سان كريستوفر الفرنسية، عانت العديد من الكوارث من حروب أهلية، حرائق, زلازل، أعاصير, وفيضانات مما أدى لدمارها عدة مرات.

## التاريخ
تأسست باستير عام 1625 من قبل الفرنسيين، تحت قيادة سيور بيير بيلان ديسنامبوك. وكانت بمثابة عاصمة مستعمرة سان كريستوف الفرنسية، والتي تتكون من الأطراف الشمالية والجنوبية لجزيرة سانت كيتس. وفي عام 1639 عندما تم تعيين فيليب دي لونجفيلييه دي بوانسي حاكمًا فرنسيًا لسانت كيتس، تحولت المدينة إلى ميناء كبير، ومركز التجارة والاستعمار في شرق الكاريبي.
وسرعان ما جعلها عاصمة لجزر الهند الغربية بأكملها، والتي تضمنت جزر جوادلوب ومارتينيك، وبقيت العاصمة حتى عام 1660، لدى باستير واحد من أكثر التواريخ مأساوية في الكاريبي، حيث دمرت المدينة عدة مرات بسبب الحروب الاستعمارية والحرائق والزلازل والفيضانات وأعمال الشغب والأعاصير . وتم بناء معظم مباني المدينة بعد حريق عام 1867.

## الجغرافيا والمناخ

### الجغرافيا
تقع المدينة على خليج باستير بطول 3.2 كم على الشاطئ الجنوبي لسانت كيتسن، تقع المدينة داخل وادي باستير، وهي محاطة بالكامل تقريبًا بالتلال والجبال الخضراء. وهو أحد التفسيرات للاسم الذي أطلقه الفرنسيون عليه، حيث يترجم باستير إلى «الأرض المنخفضة».

### المناخ
تتميز باستير بمناخ الغابات الاستوائية المطيرة (حسب تصنيف كوبن للمناخ). يبلغ متوسط درجات الحرارة 27 °م (81 °ف) على مدار العام. وفي المتوسط ، يسقط 1700 ملم من الأمطار على المدينة سنويًا.

## المعالم ونقاط الاهتمام
- ساحة الاستقلال ( ساحة بال مول سابقًا)
- كنيسة سانت جورج الأنجليكانية
- كاتدرائية الحبل بلا دنس
- المتحف الوطني لسانت كيتس
- متحف مصنع السكر
- مجمع وانر بارك الرياضي

## أعلام
- جيمي براون
- إراسموس جيمس
- إيان ليك
- أنطوان آدامز
- ديساي ويليامز (1959-) صاحب الميدالية البرونزية الأولمبية.